# You Don’t Have to Live Like a Referee
«You Don't Have to Live Like a Referee» (с англ. — «Ты не обязан жить как рефери») — шестнадцатый эпизод двадцать пятого сезона мультсериала «Симпсоны» (546-й по счёту). Вышел в эфир 30 марта 2014 года в США на телеканале FOX. Автор сценария — Майкл Прайс, режиссёр — Марк Киркленд. Эпизод был посвящён будущему чемпионату мира по футболу в Бразилии, вследствие чего в фильме появилась приглашённая звезда — аргентинский футбольный телекомментатор Андрес Кантор.
Оригинальное название является перефразированием строчки «don't have to live like a refugee» (ты не обязан жить как беженец) из песни «Refugee» 1980 года группы Tom Petty and the Heartbreakers, в самой серии Гомер Симпсон исполняет пародию на песню «Juke Box Hero» 1981 года группы Foreigner.

## Сюжет
В Спрингфилдской начальной школе Сеймур Скиннер предлагает провести урок истории, который срывается и перерастает в массовую драку. Инспектор Чалмерс предлагает провести конкурс публичных выступлений среди учеников на тему «Кто для нас герой». Лиза хотела взять в качестве героини Марию Кюри, однако Мартин выступил с этой речью гораздо раньше. Барт уговаривает Лизу рассказать об отце, и та волей-неволей соглашается, рассказав в том числе и о работе Гомера футбольным арбитром. Выступление Лизы попадает в Интернет и становится вирусным видео, а Гомера приглашают в Бразилию на чемпионат мира по футболу судить матчи как единственного неподкупного судью.
Симпсоны летят в Бразилию. Гомер изучает правила европейского футбола, Мардж учит местный диалект португальского, а Лиза меняется местами в самолёте с одной из местных жительниц, разрешив ей посмотреть бесплатно телеканал HBO. Гомер судит матч-открытие сборных Бразилии и Люксембурга, справляясь честно с обязанностями судьи и далее успешно работая на турнире. Гомера безуспешно пытаются подкупить то мафиози, то игроки, хотя он говорит Барту, что с большим трудом сдерживает себя от получения взяток, чтобы не запятнать свою репутацию в глазах Лизы. Барт вынужден рассказать правду отцу, что Лиза не хотела выбирать его в качестве героя, и Гомер, впав в отчаяние, начинает пьянствовать.
Мафия пользуется моральным надломом Гомера и предлагает ему взятку в 1 миллион долларов США в обмен на помощь бразильцам в финале Бразилия—Германия. Лиза пытается уговорить отца не слушать мафию и сознаётся, что на чемпионате мира папа действительно стал для неё героем, доказав свой профессионализм. В разгар матча бразильский игрок падает в штрафной немцев, однако Гомер под влиянием слов Лизы не назначает пенальти, и бразильцы проигрывают немцам в финале со счётом 0:2. Взбешённые гангстеры клянутся расправиться с Гомером, но за него заступается Мардж, заговорив с ними на португальском. Мать одного из гангстеров оказывается той самой женщиной, которой Лиза уступила место во время 15-часового перелёта, и убеждает гангстеров оставить Симпсонов в покое.
В финале серии Симпсоны сплавляются по Амазонке, а Гомер наблюдает за вырубаемым лесом, где клоун Красти строит ресторан Krusty Burger.

## Реакция
Деннис Перкинс из The A.V. Club поставил эпизоду оценку C, отметив его большой потенциал. Симпсоны во второй раз отправились в Бразилию — в первый раз это произошло в 15-й серии Blame It on Lisa 13-го сезона, но её раскритиковали в Бразилии за отвратительное изображение Рио-де-Жанейро и местных жителей. Перкинс также отметил динамичное и драматическое развитие взаимоотношений Гомера и Лизы. Тереза Лопес с TV Fanatic поставила 3 звезды из 5 возможных эпизодов, поскольку серия отлично высмеивала факт коррупции в Бразилии и в международном в футболе. В программном блоке Animation Domination эпизод занял 2-е место в рейтинге просмотров с 3,91 млн посмотревших: он опередил мультсериалы «Закусочная Боба» и «Американский папаша», но проиграл «Гриффинам» с 4,17 млн посмотревших.

## Культурные отсылки
- Главная звезда бразильской команды — это Эль Диво (порт. El Divo), склонный к постоянным симуляциям и, по мнению фанатов, явно списанный с бразильца Неймара. В 2018 году многочисленные симуляции Неймара на чемпионате мира по футболу в России привели к появлению Интернет-мема «Катящийся Неймар» (англ. Rolling Neymar) и множеству пародий на его скандальное поведение[7].
- Коррупционный скандал в ФИФА, разразившийся в мае 2015 года, заставил общественность вспомнить этот эпизод «Симпсонов», поскольку вице-президент ФИФА в мультфильме упомянул про повальную коррупцию даже в дворовом футболе[8].
- Германия в действительности выиграла чемпионат мира по футболу, но Бразилия была ею обыграна в полуфинале со счётом 7:1, причём в том финале Неймар не играл из-за травмы.